# Remire-Montjoly
Rémire-Montjoly redirige ici.
 (septembre 2018).
Si vous disposez d'ouvrages ou d'articles de référence ou si vous connaissez des sites web de qualité traitant du thème abordé ici, merci de compléter l'article en donnant les références utiles à sa vérifiabilité et en les liant à la section « Notes et références ».
Remire-Montjoly (prononcé [ʁemiʁ mɔ̃ʒɔli] ; souvent nommée Rémire-Montjoly non officiellement) est une commune française située dans le département de la Guyane. Issue de la fusion par décret des communes de Rémire et de Montjoly en 1969, Remire-Montjoly fait partie de la banlieue résidentielle de Cayenne.
Ses habitants sont appelés les Rémire-Montjoliens.

## Géographie

### Localisation

En rouge le territoire communal de Rémire-Montjoly.

La ville est formée de l'ancien bourg de Rémire et du quartier de Montjoly. La commune possède de longues plages. Les cinq îles au large (les îles de Rémire) dépendent administrativement de Cayenne. Le nord-est de la commune est une zone côtière bordée par l'océan Atlantique. Rémire-Montjoly est délimitée, au sud, par le fleuve Mahury.
Les communes limitrophes avec Rémire-Montjoly sont Matoury à l'ouest, Roura au sud (via le fleuve Mahury) et Cayenne au nord-ouest.
Rémire-Montjoly, Matoury et Cayenne font partie géographiquement de l'Île de Cayenne.

### Climat
Le climat y est équatorial humide, type Af selon la classification de Koppen. Toutefois, du fait de sa situation en bordure de l'océan Atlantique, la côte est très ventilée.

### Voies de communication et transports
Les infrastructures de communication sont presque toutes exclusivement destinées à l'automobile. Aux portes de Cayenne et confrontée à son propre développement démographique ainsi qu'à celui des communes périphériques, Rémire-Montjoly subit des encombrements presque quotidiens qui sont essentiellement liés aux déplacements domicile-travail et exacerbés par une relative insuffisance de voies structurantes.
Le port de commerce de Dégrad des Cannes, nommé depuis le 1er janvier 2013 « Grand Port Maritime de la Guyane » est implanté sur la commune.

## Urbanisme

### Typologie
Remire-Montjoly est une commune urbaine, car elle fait partie des communes denses ou de densité intermédiaire, au sens de la grille communale de densité de l'Insee,,,. Elle appartient à l'unité urbaine de Cayenne, une agglomération intra-départementale regroupant 3 communes et 126 544 habitants en 2022, dont elle est une commune de la banlieue,.
Par ailleurs la commune fait partie de l'aire d'attraction de Cayenne, dont elle est une commune de la couronne. Cette aire, qui regroupe 6 communes, est catégorisée dans les aires de 50 000 à moins de 200 000 habitants,.
La commune, bordée par l'océan Atlantique au nord-est et par le Mahury au sud-est, est également une commune littorale au sens de la loi du 3 janvier 1986, dite loi littoral. Des dispositions spécifiques d’urbanisme s’y appliquent dès lors afin de préserver les espaces naturels, les sites, les paysages et l’équilibre écologique du littoral, par exemple le principe d'inconstructibilité, en dehors des espaces urbanisés, sur la bande littorale des 100 mètres, ou plus si le plan local d’urbanisme le prévoit,.

### Morphologie urbaine
La mise en place de la zone d'aménagement différé (ZAD) du Moulin à Vent dans la zone d'implantation du nouvel hôtel de ville, inauguré en 1993, traduit une volonté de créer un trait d'union entre le bourg de Rémire et du quartier de Montjoly.
La résidence Arc-en-Ciel est un quartier de la commune, également appelé village brésilien ou BP 134. Il compte environ 2 000 habitants, la plupart d'origine brésilienne ou haïtienne.

### Logements
En 2009, la commune comptait 6 251 logements dont 94,5 % de résidences principales, 0,8 % de résidences secondaires et 4,7 % de logements vacants. Parmi ces logements, 77,1 % étaient des maisons et 21,6 % des appartements. Parmi ces logements, 50,4 % étaient occupés par leurs propriétaires, 44,0 % par des locataires et 5,6 % par des personnes logées à titre gratuit.

### Projets d'aménagement
Un projet d’écoquartier engagé dans le secteur de Vidal prévoit la réalisation de 1 400 logements, de trois groupes scolaires, d'un collège, d'un équipement culturel, de différents parcs et d'une zone affaires.[réf. nécessaire]
Un nouvel hôtel de ville et d'autres équipements structurants (église Saint-François-Xavier, La Poste, collège Auguste-Dédé, lycée Lama-Prévot, etc.) à équidistance des bourgs historiques de Rémire et de Montjoly, sont également prévus, ainsi qu'un projet d'extension du parc d'activités économiques de Dégrad.[réf. nécessaire]

## Toponymie
La commune tient son nom des deux anciennes communes de Rémire et de Montjoly, fusionnées en 1969.
Le nom de Rémire provient de la déformation de l'ancien nom de Armire dont l'origine prête à débat. Pour certains, il s'agirait d'une toponymie d'origine amérindienne, alors que pour d'autres, il s'agirait de la déformation du lieu-dit l'anse de Miret, d'abord déformé en Irmire par les colons juifs hollandais, puis en Armire par les Français qui prirent la suite.

## Histoire
En 1608, quelques Anglais s'installent sur un plateau du Mahury où ils auraient été tués par des Amérindiens.
La ville sera fondée en octobre 1652 par monsieur Vertaumon, général-adjoint de la Compagnie de Paris et quelques colons dans l'anse de Rémire. En 1653, 300 Galibis attaquent les colons, provoquant leur départ. En décembre 1653, les Hollandais prennent possession de la Guyane.
Le 12 septembre 1659, David Cohen Nassi conclut un accord avec la Compagnie néerlandaise des Indes occidentales pour la création d'un village juif, à Rémire-Montjoly, appelé aussi Irmire, sur la côte ouest de l'île, où s'installent également des Gorneyim.
En 1664, à l'arrivée des Français à Cayenne, les Néerlandais se rendent sans combattre mais obtiennent la garantie du libre exercice de leur religion pour les juifs. Néanmoins, les deux tiers des juifs de Rémire-Montjoly, soit environ 300 personnes, partent s'établir au Suriname. Soixante Français s'installent également à Rémire.
L'activité de la commune à cette époque est essentiellement agricole avec la culture de la canne à sucre et l'apparition de distilleries. Les jésuites s'y installent dès 1651 et développent jusqu'en 1765, date de leur expulsion de Guyane, une riche plantation agricole, de plus de 1 000 hectares, où ils emploient jusqu'à 400 esclaves importés d'Afrique : l'habitation Loyola, dont la maison de maître, située sur le flanc de la montagne de Rémire, sert également de centre de séjour pour les jésuites épuisés par leur mission en terre étrangère.
Plus tard, l'économie agricole périclite lors de la première abolition temporaire de l'esclavage en 1794 puis celle, définitive, de 1848. En 1867, les travaux d'adduction d'eau potable de la ville de Cayenne, toute proche, se font à partir du lac du Rorota niché au sein de la montagne du Mahury qui surplombe le bourg de Rémire. La loi sur les municipalités de 1879 permet la création administrative de la commune  et son premier maire, Eugène Pajot, est élu en 1880. La première pierre de la première mairie (qui abrite désormais la bibliothèque municipale et l'office de tourisme) sera posée deux ans plus tard, le 8 septembre 1892, date commémorée par la fête communale annuelle. Pendant et après la Seconde Guerre mondiale, les activités deviendront maraîchères et industrielles avec la distillerie du Rorota. Après la départementalisation en 1946, la commune devient une zone résidentielle, les activités rurales sont peu à peu abandonnées et les distilleries ferment.

### Les sinistrés de Montjoly (1902-1969)

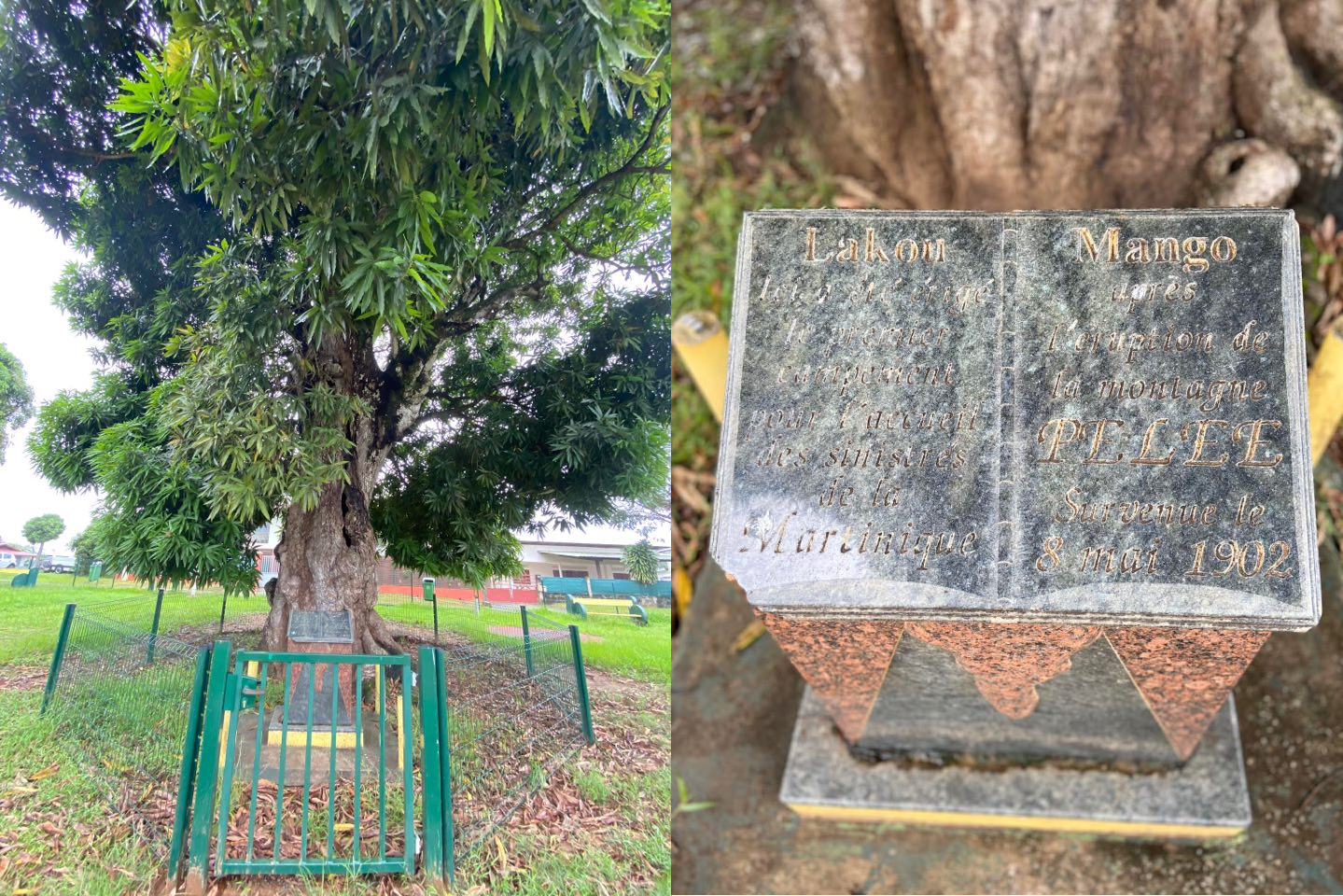
Lakou Mango de Montjoly. Lieu où furent érigés les premiers bâtiments destinés à accueillir les Pierrotins.

Au début du XXe siècle, une des plus grandes catastrophes naturelles répertoriées dans le monde contemporain eut lieu au nord de la Martinique. En effet, le 8 mai 1902, l'éruption de la montagne Pelée a totalement rasé Saint-Pierre de la Martinique, seuls quelques individus présents sur place survécurent. La destruction de cette ville renommée pour l'ambiance festive de son port et son rayonnement culturel attise l’empathie et la solidarité de personnes, d’associations et d’institutions du monde entier afin d’aider les survivants.
C’est dans ce contexte que des Martiniquais de Saint-Pierre seront amenés à migrer en Guyane et plus particulièrement sur le Domaine de Montjoly situé dans la presqu’île de Cayenne. Les jours qui suivirent la catastrophe, le Conseil Général de Guyane décide de proposer une “aide humanitaire” pour les sinistrés. Quelques mois plus tard, avec l’accord d’une Commission créée pour analyser les projets d’accueil, le Conseil Général de Guyane achète un terrain de 164 hectares en partie marécageux mais surtout quasiment vierge. Ce domaine abritait autrefois, plus à l'est, les haras du roi et la maison de convalescence des bagnards, souvent considéré à tort comme la résidence du gouverneur Tardy de Montravel, qui donna son nom à la colline de Montjoly. Les autorités coloniales s’accordent sur ce choix, d’autant plus qu’il y a déjà sur place des dizaines de réfugiés martiniquais. En effet, parmi les Montjoliens connus où tout du moins, dont les noms sont connus, le Docteur Moges arrive le 28 mai 1902 suivi le lendemain par Louis Caristan et cinq compagnons de route.

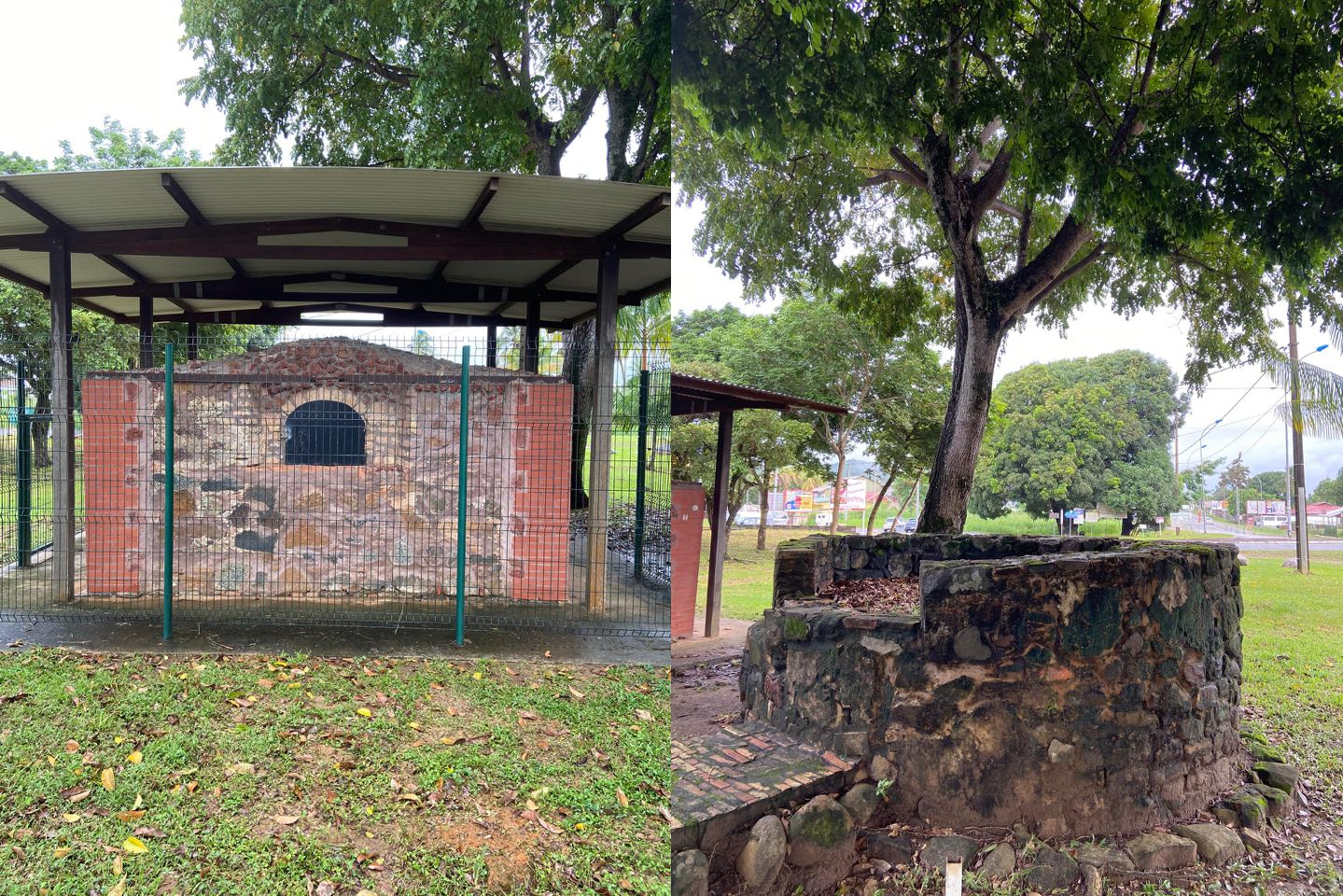
Vestiges de Lakou Mango sur la place des sinistrés de Montjoly.

En décembre 1902, le défrichement et l’aménagement du terrain commence réellement grâce aux concours de 150 bagnards mis à disposition par l’administration pénitentiaire de Guyane. D’après des archives des relations entre les différentes administrations, cet élan de solidarité n’est pas totalement dénué d’intérêt. En effet, l’objectif des élus et des administrateurs de la colonie est également de favoriser le développement de l’agriculture grâce au peuplement d’un territoire qui était alors très peu dense. À partir du 30 janvier 1903, 235 personnes vont débarquer dans l’Ile de Cayenne pour s’installer dans le lieu que Joseph Deydier, chef des travaux publics de Guyane, a décrit dans un rapport sur l’installation des réfugiés martiniquais en 1905. Dans son rapport, il note toutes les informations ayant, selon lui, un intérêt pour l’administration coloniale. Il décrit l’avancement du chantier dont le but est de construire le plus rapidement possible un toit pour les Pierrotins. Il décrit la construction de deux bâtiments d’environ 70 mètres de longueur afin d’accueillir 46 familles en tout. Il explique que par la suite, chaque famille a reçu un hectare de terrain à cultiver et ce qui est nécessaire à la mise en culture (outils, plants, etc.) ainsi qu'une case avec du mobilier et des ustensiles nécessaires à la vie quotidienne mise à disposition des nouveaux colons de Guyane. À la fin de l’année 1903, il fait état de 317 personnes installées à Montjoly parmi lesquelles figurent 133 hommes. Le quartier Lakou Mango de Montjoly est né.Dès lors, le nouveau bourg égale en population le bourg de Rémire, attestant là des désirs de peuplement des administrateurs guyanais de cette époque.
Une école y est créée en 1904 et l'église Sainte-Thérèse y est inaugurée en 1934. Cinq ans plus tard, l'orphelinat de Rémire est transféré à Montjoly. Le bourg de Montjoly est sous la dépendance administrative de la commune de Rémire jusqu’au 17 mars 1969, jour de la fusion avec le bourg de Rémire afin de constituer la nouvelle commune que nous connaissons actuellement. S’ouvrait alors, une nouvelle page de l’histoire des Pierrotins de Martinique devenus Montjoliens de Guyane, originaire de la Martinique.

### Une nouvelle commune nommée Rémire-Montjoly (1969-à nos jours)
Depuis 1969, la commune s'appelle officiellement Remire-Montjoly bien que localement le nom usuel soit Rémire-Montjoly.
Les créations du port de commerce de Dégrad des Cannes en 1969, de la centrale électrique en 1983 et de zones industrielles ont donné un nouvel élan économique à la commune.

## Politique et administration

### Administration municipale
Le nombre d'habitants de la commune étant compris en 10 000 et 20 000, le nombre de membres du conseil municipal est de 35.
La commune a été récompensée par le label « Ville Internet @@ » en 2011. Rémire-Montjoly est membre de la communauté d'agglomération du Centre Littoral (CACL) qui regroupe également les communes de Cayenne, Macouria, Matoury, Montsinéry-Tonnégrande et Roura.

### Liste des maires
| Période                                  | Période                 | Identité                | Étiquette | Qualité |
| ---------------------------------------- | ----------------------- | ----------------------- | --------- | --- |
| 1944                                     | 1953                    | Cyprien Gildon          |           | |
| 1954                                     | 1965 (décès)            | Saint-Ange Méthon       |           | Conseiller général de Remire-Montjoly (1951 → 1964)                                                                                      |
| 1966                                     | 1969                    | Jules Minidoque         |           | |
| Les données manquantes sont à compléter. |                         |                         |           | |
| 14 mars 1971                             | 10 juillet 2007 (décès) | Edmard Lama (1930-2007) | SE        | Chirurgien retraité Chevalier de la Légion d’honneur (1998)                                                                              |
| août 2007                                | octobre 2020            | Jean Ganty              | DVG       | Médecin Ancien président de la CA du Centre Littoral (1997 → 2001)                                                                       |
| octobre 2020                             | En cours                | Claude Plénet           | DVG       | Avocat Vice-président de la Collectivité territoriale de Guyane (2015 → 2021) Ancien conseiller général de Remire-Montjoly (2011 → 2015) |

## Jumelages
- Bessines-sur-Gartempe (France).

## Population et société

### Démographie
L'évolution du nombre d'habitants est connue à travers les recensements de la population effectués dans la commune depuis 1911, premier recensement postérieur à la départementalisation de 1946. À partir de 2006, les populations de référence des communes sont publiées annuellement par l'Insee. Le recensement repose désormais sur une collecte d'information annuelle, concernant successivement tous les territoires communaux au cours d'une période de cinq ans. Pour les communes de plus de 10 000 habitants les recensements ont lieu chaque année à la suite d'une enquête par sondage auprès d'un échantillon d'adresses représentant 8 % de leurs logements, contrairement aux autres communes qui ont un recensement réel tous les cinq ans,.

En 2022, la commune comptait 27 037 habitants, en évolution de +5,16 % par rapport à 2016 (Guyane : +7,07 %, France hors Mayotte : +2,11 %).
| 1911 | 1961  | 1967  | 1974  | 1982  | 1990   | 1999   | 2006   | 2011   |
| ---- | ----- | ----- | ----- | ----- | ------ | ------ | ------ | ------ |
| 790  | 1 181 | 2 062 | 2 950 | 6 773 | 11 701 | 15 555 | 17 736 | 19 894 |

| 2016   | 2021   | 2022   | - | - | - | - | - | - |
| ------ | ------ | ------ | - | - | - | - | - | - |
| 25 711 | 27 274 | 27 037 | - | - | - | - | - | - |

La commune, comme l'essentiel des villes de Guyane, connaît une véritable explosion démographique qui a engendré diverses conséquences tant sur l’équilibre social, économique, qu'environnemental du territoire.

### Enseignement
- Écoles[33].

- Collèges[34]. La commune accueille deux collèges publics (collège Reeberg-Néron et collège Auguste-Dédé) et un collège privé (collège Sainte-Thérèse).

- Lycées[35]. La commune compte deux lycées : lycée Lama-Prévot et lycée Léon-Gontran-Damas.

### Sports
Équipements sportifs :
- Stade Edmard-Lama (3 000 places)

Clubs sportifs :
- USL Montjoly, football, cyclisme, athlétisme, handball, volley-ball, basket-ball

- ASC Rémire, football
- RMB (Rémire-Montjoly Bike), cyclisme
- L'étoile Montjolienne,  athlétisme

## Économie

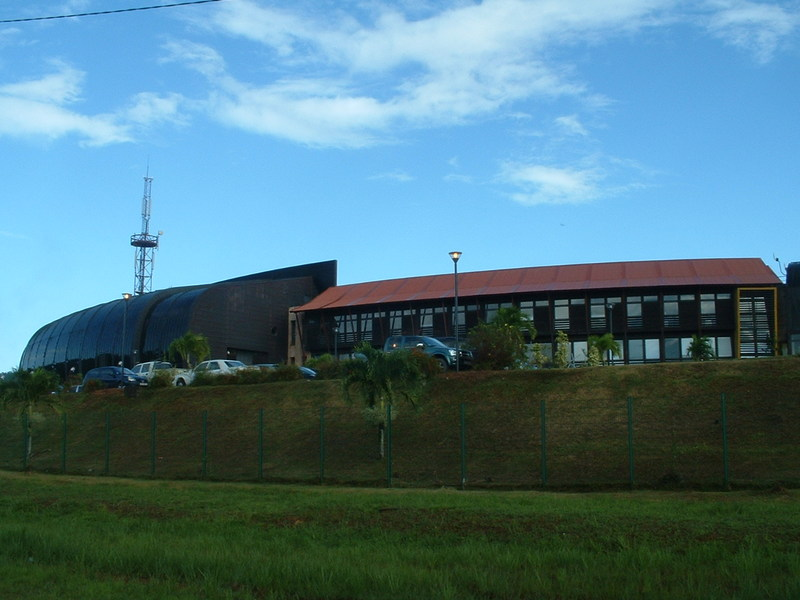
Siège de Guyane La 1re.

La commune fait partie de l'agglomération de Cayenne, capitale régionale de Guyane. Elle constitue une banlieue résidentielle et industrielle de Cayenne.
La commune de Rémire-Montjoly accueille notamment les infrastructures du port de commerce de Dégrad des Cannes, la centrale électrique EDF, les installations de la Société Anonyme de la Raffinerie des Antilles (SARA) et une zone industrielle dans l'estuaire du fleuve Mahury. Le Parc d'Activités Économiques (PAE) de Dégrad des Cannes, qui est concerné par un projet d'extension, est géré par la Chambre de commerce et d'industrie de la Région Guyane. On trouve sur le territoire de Rémire-Montjoly les studios de Guyane 1re non loin de l'hôtel de ville, au pied de la colline dominée par le moulin à vent, emblématique monument en pierre de taille, construit en 1733 par les jésuites, aujourd'hui masqué par une luxuriante végétation.
La commune accueille également le siège du parc amazonien de Guyane, réunissant les 64 agents administratifs du parc répartis sur le département. Des bureaux et un logement de passage sont mis à disposition pour les délégations du territoire. Il est équipé de visioconférence et d’une logistique.

## Culture locale et patrimoine

### Lieux et monuments
La commune possède de nombreux vestiges témoignant de son passé très riche :
Les Roches gravées, 
situées près de la crique Pavé aux abords de la route des Plages, traduisent les aptitudes des Amérindiens pour la gravure sur pierre. Ces pétroglyphes sont des dessins profonds, gravés sur un rocher par piquetage à l’aide d’un percuteur en pierre dure. Elles auraient été répertoriées en 1903 par François Geay, voyageur naturaliste.
Les Polissoirs, 
sont nombreux sur les rochers du rivage des plages. Les plus remarquables se trouvent sur la plage de Gosselin et en bordure de la colline de Montravel.
L'Abattis Evrard, classé monument historique
Le Serpent de Pascaud, avec ses pierres gravées de l’ère pré-colombienne.
Le Fort Diamant, classé monument historique en totalité, 
Construit en 1849, ce vestige de la période coloniale, servit de cantonnement à un détachement de fusilliers-voltigeurs durant la guerre de 1939-1945.
L’habitation Loyola, 
Cette habitation a été fondée par les jésuites en 1668, et abandonnée un siècle plus tard. Ce fut la plus grande habitation de l'Ancien Régime en Guyane. Sa superficie faisait plus de mille hectares et plus de cinq cents esclaves qui y travaillaient. On y produisait du sucre, la moitié du cacao et du café de la colonie, également de l'indigo et du coton. Ces vestiges ont été redécouverts en 1988 et font depuis l'objet d'une mise en valeur pour permettre au public la découverte de ce site majeur.
Le Moulin à vent de Rémire-Montjoly, 
Perchée au sommet de la colline proche de l'hôtel de ville de Rémire, mais entièrement cachée par la végétation, se dresse la tour en pierre d'un moulin à vent de 1733. Il s'agit du moulin à cannes de la sucrerie des jésuites de Loyola. Des fouilles archéologiques ont permis de retrouver les imposants vestiges de cette sucrerie.
- L’École de Montjoly

L’habitation Vidal, 
Cette habitation baptisée en 1800, « Habitation Mondélice » par son propriétaire, le négociant Jean Vidal, fut l’une des grandes exploitations de l’époque esclavagiste (plus de 250 esclaves). Elle était bordée par la crique de Cabassou, elle-même prolongé par un petit canal appelé la crique fouillée, à partir de laquelle se faisait une partie de l’activité commerciale. L'activité agricole cessa peu à peu pour laisser place à un orphelinat en 1855 ouvert par le père Guyodo.
Les lieux de culte de la religion catholique : la paroisse de Rémire-Montjoly est constituée de quatre secteurs de plein exercice qui se rattachent aux chacun à une église (l'église de l'Immaculée-Conception à Rémire qui est la plus ancienne et qui a été réhabilitée à plusieurs reprises, l'église Sainte-Thérèse-de-l'Enfant-Jésus à Montjoly qui fut construite en 1934 et restaurée en 1985 sous l'impulsion du Père Groisard, l'église Sainte-Anne-et-Saint-Joachim-des-Âmes-Claires qui a été édifiée en 1984 et bénie le 16 décembre 1984 par monseigneur Morvan, puis enfin l'église Saint-François-Xavier dans la zone dite du moulin à vent.
- Église Sainte-Thérèse de Montjoly. L'église est dédiée à sainte Thérèse de l'Enfant Jésus.
- Église Saint-François-Xavier de Remire-Montjoly. L'église est dédiée à saint François Xavier.
- Église de l'Immaculée-Conception de Rémire-Montjoly. L'église est dédiée à l'Immaculée-Conception.
- Église Sainte-Anne-et-Saint-Joachim-des-Âmes-Claires. L'église est dédiée aux saints Anne et saint Joachim.

### Personnalités liées à la commune
- Bernard Lama, ancien footballeur français, champion du monde en 1998.
- Florent Malouda, international français de football, finaliste de la Coupe du monde 2006.
- Malia Metella, vice-championne olympique du 50 mètres nage libre en 2000 à Sydney.
- Jean Baptiste Christian Fusée-Aublet,(1720-1778) pharmacien, botaniste et explorateur français,qui séjourna en 1762 sur l'habitation Loyola où il commença son ouvrage : Histoire des plantes de la Guiane françoise rangées suivant la méthode sexuelle
- Jacques-François Artur, (1708-1779) médecin du roi et naturaliste français. Son ouvrage Histoire des colonies françoises de la Guianne fait de lui le premier historien de la Guyane.

### Héraldique, logo et devise

#### Héraldique
| Blason | Blasonnement : D'or à la canne à sucre de sinople surchargée vers le chef d'un œil d'or et de sable et accostée à dextre d'une tête de tapir d'or et de sable tournée vers la dextre et à senestre d'une tortue d'or et de sable posée en barre. |

Différences entre dessin et blasonnement : Ne respecte pas la règle des couleurs....

#### Devise
La devise de la commune est « Il n'est beau regard sans âme claire », en référence aux quartiers de Beauregard (à Rémire) et des Âmes Claires (à Montjoly).